# Sprint (atletiek)

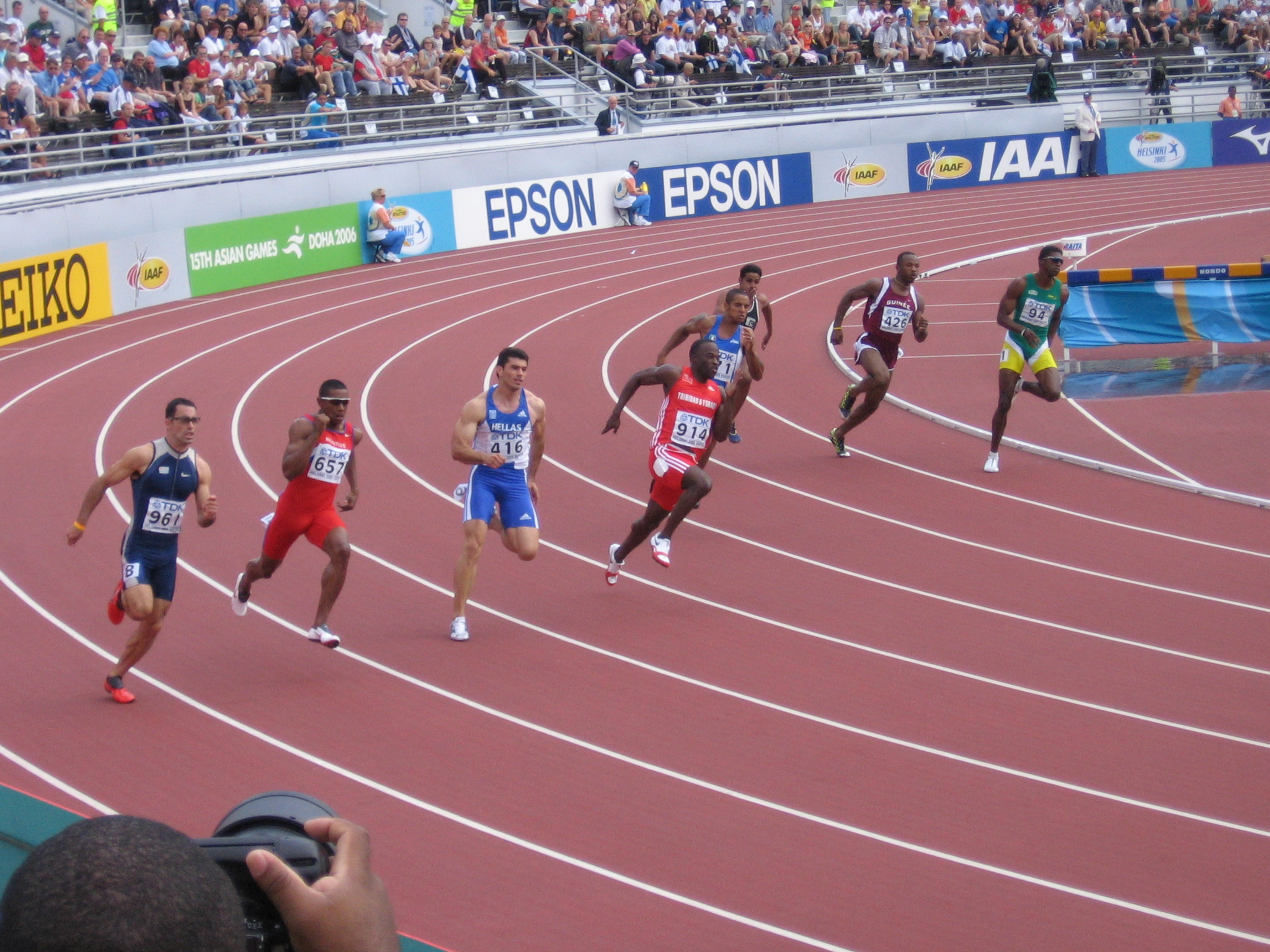
200 meter sprint

Een sprint is in de atletiek een hardloopwedstrijd over relatief korte afstand. Deze afstand ligt vaak tussen de 60 en 400 meter. Een sprint wordt over het algemeen geclassificeerd als een hardloopwedstrijd waarbij een atleet de energie niet gelijkmatig hoeft te verdelen over het parcours, maar gedurende het hele stuk op volle snelheid kan rennen. 

## Afstanden
De standaard afstanden van de sprint zijn doorgaans 60, 100, 200 en 400 meter. Daarnaast bestaan er ook minder gebruikelijke afstanden zoals 150, 300, 500 en 600 meter. Ook de afstanden 4 maal 60, 4 maal 80, 4 maal 100, enzovoort, worden gelopen.

## Start
De start van sprintafstanden gebeurt vanuit een startblok. Als de starter het commando "op uw plaatsen" (internationaal "on your marks") geeft, neemt de atleet plaats achter de startlijn, zodanig dat beide voeten het startblok raken en beide handen evenals één knie de grond. Na het commando "klaar" ("set") volgt de uiteindelijke startpositie. De atleet richt zich op, maar beide handen moeten de grond en beide voeten moeten het startblok blijven raken. De atleet mag pas vertrekken nadat het startschot heeft geklonken. Is er sprake van een valse start, dan wordt de deelnemer gediskwalificeerd, behalve in de meerkamp. In de meerkamp wordt per serie een eerste valse start afgedaan met een waarschuwing.

## Sprinters
De meeste atleten die gespecialiseerd zijn in een sprint, nemen vaak deel aan meerdere sprintonderdelen. Er zijn wel atleten die zich specialiseren in een bepaalde afstand en de overige afstanden enkel lopen voor het plezier of het geld, maar er zijn ook atleten die op meerdere afstanden goed kunnen presteren. Deze zijn uitzonderlijk. Het is namelijk moeilijk om alle sprintonderdelen goed te kunnen uitvoeren. Ook moet je dan toch heel wat verschillende technieken kennen.
Voor atleten die deelnemen aan een sprint zijn vaak de volgende kenmerken van belang:
- Spierkracht.
- Beheersing van adrenaline
- Een goede anaerobe drempel.